# استان رودیگز ده مندوزا
استان رودیگز ده مندوزا (به اسپانیایی: Provincia de Rodríguez de Mendoza) یک استان در پرو است که در منطقه آمازوناس واقع شده‌است. استان رودیگز ده مندوزا ۲٬۳۵۹ کیلومتر مربع مساحت و ۲۹٬۹۹۸ نفر جمعیت دارد.